# Música do Gana
A música de Gana tem uma grande variedade de estilos de música tradicional e moderna, devido à seus vibrantes grupos étnicos e posição geográfica do país na África Ocidental, desfrutando culturas cosmopolita. O mais conhecido gênero que se originou em Gana é highlife, entre os jovens que no final dos anos 1990 tinham incorporado influências do hip-hop para estabelecer um novo gênero híbrido, conhecido como hiplife e muitos outros.

## Música tradicional
A musicologia tradicional do Gana pode ser dividida geograficamente, entre o país savana aberta e vasta da região norte do Gana habitada pelos ganenses de grupo de línguas Gur e Mandê; e as áreas do sul, florestas férteis costeiras, habitadas por ganenses de língua cuá como o acã.
- As tradições musicais do norte pertencem aos Sahelianos. Ele apresenta uma mistura de composição melódica em instrumento de corda tais como o kologo alaúde e do gonjey violino,  instrumento de sopro tais como flautas e chifres, e de voz; com polirritmia de bater palmas ou tocada no tambor falante, tambores de cabaça ou brekete bumbo. A tradição de música gyil ( balafon ) também é comum, especialmente em torno do noroeste do Gana Wa e Lawra. Música nos estilos do norte é principalmente definida como uma menor escala pentatônica ou cromática e Melisma desempenha um papel importante nos estilos melódicos e vocais. Há uma longa história de ambos griôs ou tradições-cantando louvor.
- A música da costa está associada a funções sociais, e se baseia em complexos padrões polirrítmicos tocados por tambor e sinos, bem como música harmonizada. Os tambores e dança são muitas vezes ligados, e a tradição de tambores falantes reais fontomfrom (distinto do tambor falante do norte) significa que a música é amplamente utilizada para a comunicação de ambos os temas tangíveis e esotéricos. A mais conhecida das tradições de tambores ganeses do sul é o kete e Adowa tambor e sino conjuntos. A música também pode ser ligada a religiões tradicionais. Uma excepção a esta regra é a tradição acã de cantar com o Seperewa harpa-alaúde que teve suas origens nas harpas de cordas do norte e oeste.

## Período da Costa do Ouro
Durante a era Lexie Costa do Ouro a Costa do Ouro era um viveiro de  sincretismo musical. Ritmos especialmente de Gombe e axicô, guitarra - estilos como linha principal e osibisaba, Europa uma banda de música e canções de marinheiros, foram todos combinados em um melting pot que se tornou high-life.

### Hip-life
Ao final de 1990, uma nova geração de artistas descobriram o chamado Hiplife. O criador deste estilo é Reggie Rockstone, um músico ganês que se envolveu com o hip-hop nos Estados Unidos antes de sua única descoberta de estilo. Basicamente Hiplife foi hip hop no dialeto local de Gana, apoiados por elementos do tradicional High-life. Ace music producer Hammer of The Last Two revelou artistas incluindo Obrafour, Tinny e Ex-doe que popularizou ainda mais o gênero de música Hiplife respectivamente. Hiplife, desde então, proliferou e gerou estrelas como Reggie Rockstone, Sherifa Gunu, Ayigbe Edem, Samini e Sarkodie. Produtores responsáveis pela condução deste gênero para o que é hoje, foram Hammer of The Last Two, Ball J e EL.